# Пітер Вілдсхут
Пітер Вілдсхут (нід. Piet Wildschut, нар. 25 жовтня 1957, Льовет) — нідерландський футболіст, захисник.
Насамперед відомий виступами за клуб ПСВ, а також національну збірну Нідерландів.

## Клубна кар'єра
У дорослому футболі дебютував 1974 року виступами за команду клубу «Гронінген», в якій провів два сезони, взявши участь у 36 матчах чемпіонату. 
Протягом 1976—1978 років захищав кольори команди клубу «Твенте».
Своєю грою за останню команду привернув увагу представників тренерського штабу клубу ПСВ, до складу якого приєднався 1979 року. Відіграв за команду з Ейндговена наступні шість сезонів своєї ігрової кар'єри. Більшість часу, проведеного у складі ПСВ, був основним гравцем захисту команди.
Протягом 1985—1986 років захищав кольори команди клубу «Антверпен».
Завершив професійну ігрову кар'єру у клубі «Рода», за команду якого виступав протягом 1986—1988 років.

## Виступи за збірну
У 1978 році дебютував в офіційних матчах у складі національної збірної Нідерландів. Протягом кар'єри у національній команді, яка тривала 5 років, провів у формі головної команди країни лише 11 матчів, забивши 1 гол.
У складі збірної був учасником чемпіонату світу 1978 року в Аргентині, де разом з командою здобув «срібло».

## Титули і досягнення
- Володар Кубка Нідерландів: 1976–77
- Віце-чемпіон світу: 1978